# Rudolph Bergh
Ludvig Sophus Rudolph Bergh (født 15. oktober 1824 i København, død 20. juni 1909 sammesteds) var en dansk læge og zoolog. Han var far til Rudolph Sophus Bergh. 
Rudolph Bergh var en søn af overlæge i Armeen Ludvig Anton Berg (død 1853 af kolera) og Anne Sophie Kirstine, født Pedersen. Han dimitteredes 1842 fra det von Westenske Institut og fik lægeeksamen 1849. I 1863 blev Rudolph Bergh overlæge på det daværende Almindeligt Hospital i Amaliegade, København, hvor han arbejdede på afdelingen for hud- og kønssygdomme. Flyttede i 1886 til Vestre Hospital, hvor han arbejdede indtil 1903. Et år efter hans død blev Vestre Hospital omdøbt til Rudolph Berghs Hospital. Her kunne alle, gratis og anonymt, blive undersøgt for kønssygdomme samt få rådgivning om sikker sex. Hospitalet blev af sparehensyn nedlagt i 2000 og nogle af funktionerne overflyttet til Bispebjerg Hospital.
Blandt de mange tekster som Rudolph Bergh skrev, kan nævnes Om Tatoveringer hos de offentlige Fruentimmer, som i 1891 blev udgivet i Hospitalstidende. Her kan man læse hvorledes prostitution, kriminalitet og tatoveringer lader til at gå fint i spænd. Artiklen virker antikveret i dag og bør ikke tages som eneste udtryk for Rudolph Berghs store indsats for at forbedre folkesundheden og i særdeleshed begrænse de skadelige virkninger af kønssygdomme.
Ud over sit virke som læge, interesserede han sig glødende for zoologi. Han blev således kendt som "verdens førende ekspert inden for nøgne, gællebærende havsnegles vanskelige anatomi og systematik", som det så smukt er formuleret hvis man slår ham op i Den Store Danske Encyklopædi.
Han var Ridder af Dannebrog. Foran Rudolph Berghs Hospital, Tietgensgade, København, står Rudolph Berghs buste, af P.S. Krøyer (1894). Busten var en gave fra kolleger og stod i en årrække i hans hjem. Efter hans død skænkede Berghs enke den til Vestre Hospital.
På Ydre Østerbro i København findes en gade opkaldt efter overlægen. Den hedder Rudolph Berghs Gade og er en sidegade til Haraldsgade i Lyngbyvejskvarteret.